# Hexarthrius melchioritis
Hexarthrius melchioritis es una especie de coleóptero de la familia Lucanidae.

## Distribución geográfica
Habita en Kachin (Birmania).